# Verenigd Koninkrijk op het Eurovisiesongfestival 1975
Het Verenigd Koninkrijk deed in 1975 voor de achttiende keer mee aan het Eurovisiesongfestival. De groep  The Shadows 
was intern gekozen door de BBC om het land te vertegenwoordigen. Het lied werd echter via een nationale voorronde gekozen.

## Nationale voorselectie
Onder de titel A Song for Europe 1975 hield het Verenigd Koninkrijk een nationale finale om het lied te selecteren voor het Eurovisiesongfestival 1975. De groep The Shadows was intern gekozen om het land te vertegenwoordigen, tijdens de nationale finale zongen zij zes liedjes. De nationale finale werd gehouden op 15 februari 1975 en werd gepresenteerd door Lulu.
| Artiest     | Lied                        | Plaats | Punten |
| ----------- | --------------------------- | ------ | ------ |
| The Shadows | No no Nina                  | 6      | 1,251  |
| The Shadows | This house runs on sunshine | 3      | 10,351 |
| The Shadows | Don't throw it all away     | 4      | 3,059  |
| The Shadows | 'Cool clear air             | 5      | 1,601  |
| The Shadows | Stand up like a man         | 2      | 14,294 |
| The Shadows | Let me be the one           | 1      | 17,477 |

## In Stockholm
In de Zweedse stad Stockholm moesten The Shadows aantreden als negende, net na Joegoslavië en net voor Malta.
Op het einde van de puntentelling bleek dat ze net niet gewonnen hadden, met een 2de plaats en 138 punten, 14 punten minder dan de winnaar Nederland.

### Gekregen punten

#### Finale
| 12 punten                                      | 10 punten                              | 8 punten              | 7 punten              | 6 punten |
| ---------------------------------------------- | -------------------------------------- | --------------------- | --------------------- | -------- |
| - Frankrijk - Joegoslavië - Luxemburg - Monaco | - België - Duitsland - Israël - Spanje | - Malta - Zwitserland | - Finland - Noorwegen |          |
| 5 punten                                       | 4 punten                               | 3 punten              | 2 punten              | 1 punt   |
| - Portugal - Zweden                            | - Nederland                            | - Ierland - Italië    |                       |          |

### Punten gegeven door Verenigd Koninkrijk

#### Finale
Punten gegeven in de finale:
| 12 punten | Nederland   |
| 10 punten | Italië      |
| 8 punten  | Frankrijk   |
| 7 punten  | Zweden      |
| 6 punten  | Ierland     |
| 5 punten  | Zwitserland |
| 4 punten  | Finland     |
| 3 punten  | Luxemburg   |
| 2 punten  | Monaco      |
| 1 punt    | Israël      |

1957 · 1958 · 1959 · 1960 · 1961 · 1962 · 1963 · 1964 · 1965 · 1966 · 1967 · 1968 · 1969 · 1970 · 1971 · 1972 · 1973 · 1974 · 1975 · 1976 · 1977 · 1978 · 1979 · 1980 · 1981 · 1982 · 1983 · 1984 · 1985 · 1986 · 1987 · 1988 · 1989 · 1990 · 1991 · 1992 · 1993 · 1994 · 1995 · 1996 · 1997 · 1998 · 1999 · 2000 · 2001 · 2002 · 2003 · 2004 · 2005 · 2006 · 2007 · 2008 · 2009 · 2010 · 2011 · 2012 · 2013 · 2014 · 2015 · 2016 · 2017 · 2018 · 2019 · 2020 · 2021 · 2022 · 2023 · 2024 · 2025